# Més enllà de la sospita
Més enllà de la sospita (títol original: Auggie Rose) és una pel·lícula de suspens de l'any 2000, dirigida per Matthew Tabak i protagonitzada per Jeff Goldblum, Anne Heche i Nancy Travis. Ha estat doblada al català.

## Argument
La vida d'un venedor d'assegurances canvia dràsticament quan un home mor en els seus braços després d'un assalt a una licoreria. Sentint-se culpable, assumeix la seva identitat i descobreix que Auggie Rose és un exconvicte que va passar la major part de la seva vida a la presó. A partir d'aquest moment, John Nolan comença a viure una doble vida que ha d'amagar de la seva promesa.

## Repartiment
- Jeff Goldblum: John Nolan
- Anne Heche: Lucy
- Nancy Travis: Carol
- Timothy Olyphant: Roy Mason
- Joe Santos: Emanuel
- Richard T. Jones: Agent Decker
- Kim Coates: Auggie Rose
- Paige Moss: Noreen
- Casey Biggs: Carl
- Peter Siragusa: Tony
- Jack Kehler: Oscar Weeks
- Douglas Roberts: Dr. Sachs
- Jon Huertas: metge #1